# Heilig Kreuz (Neusitz)

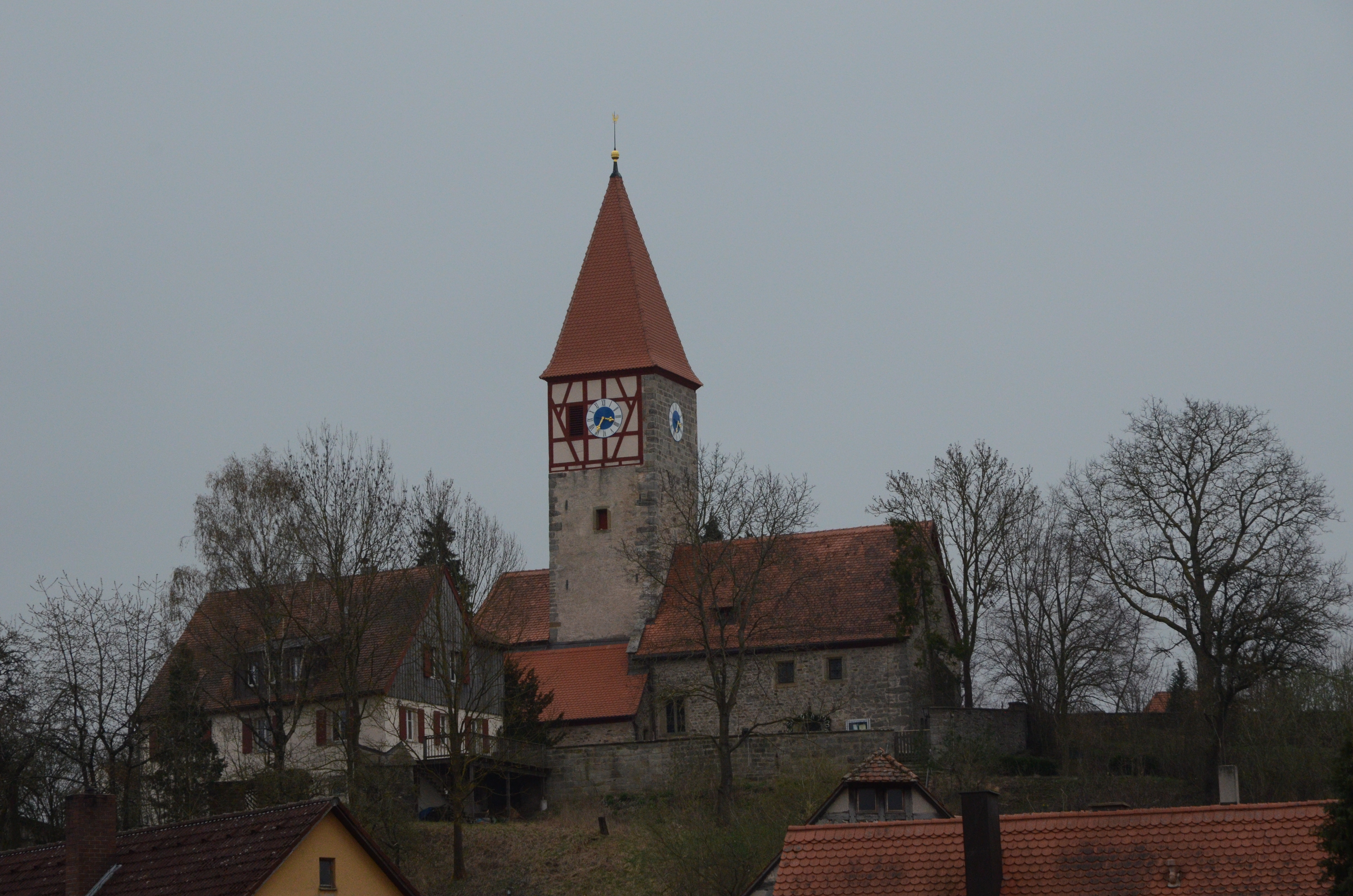
Heilig Kreuz (Neusitz)

Die denkmalgeschützte, evangelische Pfarrkirche Heilig Kreuz steht in Neusitz, einer Gemeinde im Landkreis Ansbach (Mittelfranken, Bayern). Das Bauwerk ist unter der Denkmalnummer D-5-71-181-1 als Baudenkmal in der Bayerischen Denkmalliste eingetragen. Die Kirchengemeinde gehört zum Dekanat Rothenburg ob der Tauber im Kirchenkreis Ansbach-Würzburg der Evangelisch-Lutherischen Kirche in Bayern.

## Beschreibung
Die in der Mitte des 14. Jahrhunderts gebaut Saalkirche wurde nach ihrer Zerstörung im Dreißigjährigen Krieg in der zweiten Hälfte des 17. Jahrhunderts wieder hergestellt. Sie besteht aus einem Langhaus im Westen des mit einem hohen Pyramidendach bedeckten Kirchturms, einem ehemaligen Chorturm, und dem mit Strebepfeilern gestützten, dreiseitig geschlossenen Chor mit Maßwerkfenstern im Osten, der im Kern 1258 errichtet wurde. Das oberste Geschoss des Kirchturms, das die Turmuhr und den Glockenstuhl beherbergt, ist an zwei Seiten mit Holzfachwerk verkleidet. 
Der Innenraum des Chors ist mit einem Kreuzrippengewölbe überspannt, der Vorchor, d. h. das Erdgeschoss des ehemaligen Chorturms, mit einem Kreuzgewölbe über Diensten, und das Langhaus mit einer Holzbalkendecke. Zur Kirchenausstattung gehören der im späten 17. Jahrhundert gebaute Altar und die 1650 gebaute Kanzel.